# Радуле
Радуле (пол. Radule) — село в Польщі, у гміні Тикоцин Білостоцького повіту Підляського воєводства.
Населення — 236 осіб (2011).
У 1975-1998 роках село належало до Білостоцького воєводства.

## Демографія
Демографічна структура станом на 31 березня 2011 року:
|          | Загалом | Допрацездатний вік | Працездатний вік | Постпрацездатний вік |
| -------- | ------- | ------------------ | ---------------- | -------------------- |
| Чоловіки | 129     | 22                 | 93               | 14                   |
| Жінки    | 107     | 16                 | 57               | 34                   |
| Разом    | 236     | 38                 | 150              | 48                   |